# Макарова (Первоуральський міський округ)
Мака́рова (рос. Макарова) — присілок у складі Первоуральського міського округу Свердловської області.
Населення — 98 осіб (2010, 34 у 2002).
Національний склад станом на 2002 рік: росіяни — 88 %.